# Deer Grove
|
Deer Grove és un poble dels Estats Units a l'estat d'Illinois. Segons el cens del 2000 tenia 48 habitants.

## Demografia
Segons el cens del 2000, Deer Grove tenia 48 habitants, 21 habitatges, i 12 famílies. La densitat de població era de 40,3 habitants/km².